# 岩內郡

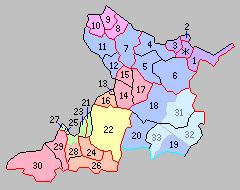
北海道一・二級町村制施行時岩内郡下辖町村（13.岩内町 14.前田村 15.发足村 16.島野村 17.小泽村。上赤：共和町 上橙：岩内町）

岩內郡（日语：／ Iwanai gun）為日本北海道後志綜合振興局中部的郡。
岩內語源自阿伊努語的「iwaw-nay」（硫磺的河川）或「iwa-nay」（岩山的河川）。

## 轄區
轄區包含2町：
- 共和町
- 岩內町

## 沿革
- 1869年8月15日：北海道設置11國86郡，後志國岩內郡成立。
- 1897年11月：北海道實施支廳制，此時岩內郡下轄茅沼村、堀株村、發足村、幌似村、前田村、梨野舞納村、老古美村、岩內市街、敷島內村、野束村、小澤村。[2]（1市街10村）
- 1900年7月1日：岩內市街改為岩內町，成為北海道一級町。[3]（1町10村）
- 1906年4月1日：發足村和前田村（幌似村、前田村、梨野舞納村、老古美村合併而成）成為北海道二級村[4]，茅沼村、堀株村和古宇郡泊村、盃村、興志內村合併為泊村，改隸屬古宇郡。（1町5村）
- 1909年4月1日：島野村（敷島內村、野束村合併而成）和小澤村成立為北海道二級村。（1町4村）
- 1923年4月1日：發足村和前田村成為北海道一級村。
- 1923年9月1日：古宇郡泊村的堀株地區併入發足村。
- 1943年6月1日：北海道一級二級町村制廢止，島野村和小澤村改為內務省指定村。
- 1946年10月5日：指定町村制廢止。
- 1955年4月1日：（1町1村）
  - 島野村和岩內町合併為新設置的岩內町。
  - 發足村、前田村和小澤村合併為共和村。
- 1971年4月1日：共和村改制為共和町。（2町）